# Muscle hyo-glosse
Le muscle hyo-glosse (ou muscle basio-cérato-chondro-glosse) est un des 7 muscles extrinsèques de la langue.

## Description
Le muscle hyo-glosse est un muscle strié viscéral pair, quadrilatère et plat.
Dans la littérature, il est parfois décrit comme composé de deux muscles : le muscle chondro-glosse et le muscle cérato-glosse.

## Origine
Le muscle hyo-glosse nait du corps et de la face supérieure de la grande corne de l'os hyoïde.

## Trajet
Le muscle hyo-glosse se dirige en haut et en avant de chaque côté de la langue.

## Insertion
Le muscle hyo-glosse s'achève dans la paroi de la langue entre le muscle stylo-glosse en dehors et le muscle longitudinal supérieur de la langue en dedans.

## Innervation
Il est innervé par le nerf grand hypoglosse, douzième paire de nerfs crâniens.

## Vascularisation
Il est vascularisé par l'artère linguale.

## Action
Il attire la langue en bas et en arrière.

## Galerie

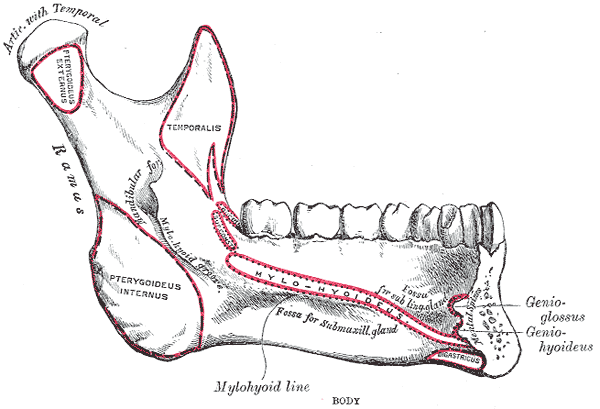
Mandibule. face interne. Vue latérale.
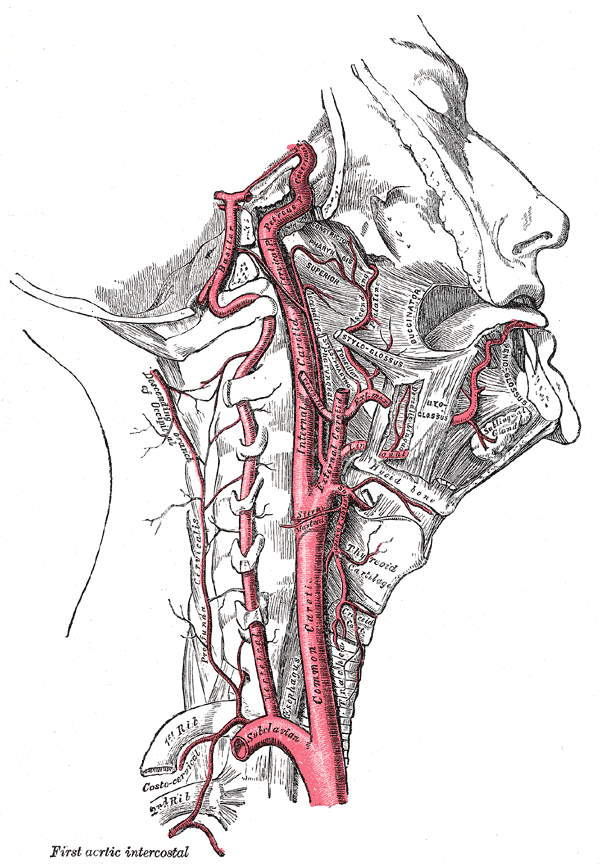
Les artères de la tête et du cou: l'artère linguale est une branche de la carotide externe. Côté droit.
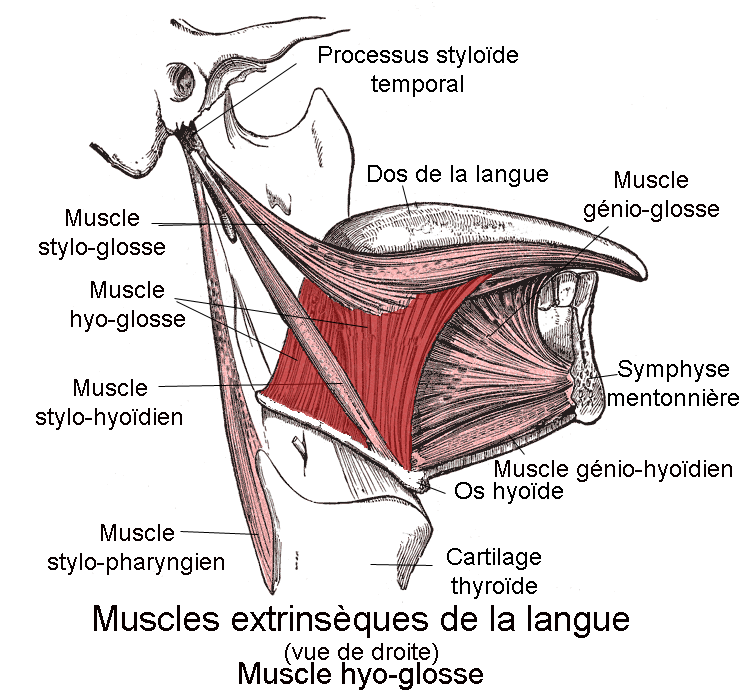
Muscle hyo-glosse (en rouge).
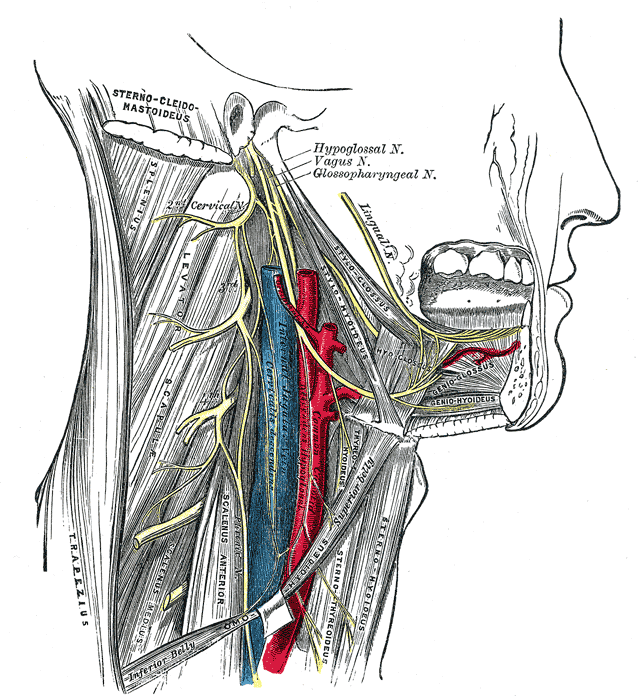
Le nerf grand hypoglosse, nerf moteur du hyo-glosse.
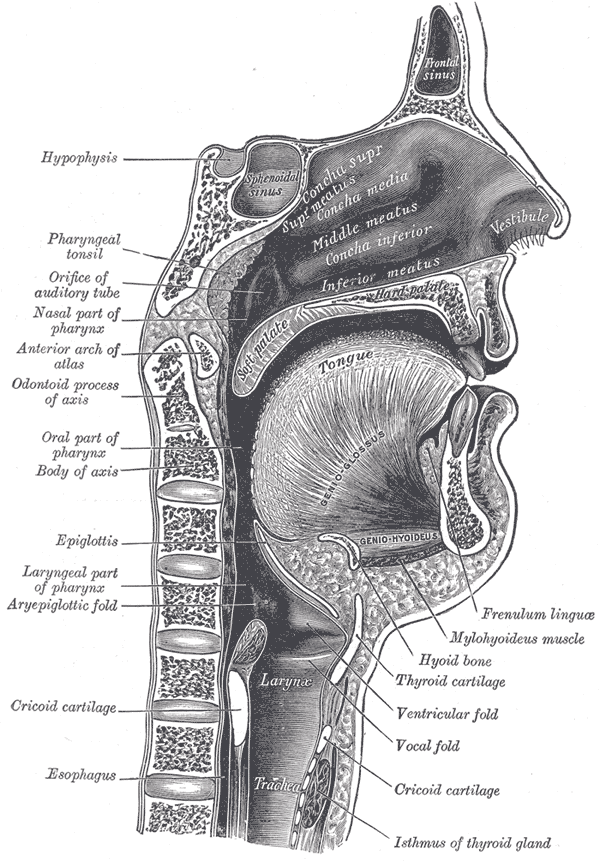
Coupe sagittale du nez, de la bouche, du pharynx et du larynx